# Arvid Drake (konstnär)
Arvid Erik Elis Drake af Hagelsrum, född 11 november 1822 på Föllingsö, Kisa socken, död 22 april 1863 i Stockholm, var en svensk kanslist och tecknare.
Han var son till professor Erik Drake af Hagelsrum och Elisabet Catharina Printzensköld samt bror till Wolfgang Drake af Hagelsrum.
Drake af Hagelsrums mer kända arbeten är teckningarna av fåglar för August Holmgrens zoologiska arbeten och en del bevarade porträtteckningar. Han är representerad vid Nationalmuseum.